# Unterausschuss Auswärtige Kultur- und Bildungspolitik
Der Unterausschuss Auswärtige Kultur- und Bildungspolitik ist ein Unterausschuss des Auswärtigen Ausschusses des Deutschen Bundestages.

## Aufgaben
Der Ausschuss lässt sich turnusmäßig von den jeweils zuständigen Ministerien über aktuelle Entwicklungen der auswärtigen Kultur- und Bildungspolitik Bericht erstatten. Dazu gehören:
- Goethe-Institute
- Deutscher Akademischer Austauschdienst
- Deutsches Archäologisches Institut
- Zentralstelle für das Auslandsschulwesen
- Institut für Auslandsbeziehungen (ifa)
- Internationale Übereinkommen zum Schutz von Kulturgütern
- Interkulturelle Beziehungen

## Mitglieder

### 20. Bundestag

#### Ordentliche Mitglieder
1. Bettina Lugk, SPD
2. Michael Müller, SPD (Obmann)
3. Michelle Müntefering, SPD (Vorsitzende)
4. Monika Grütters, CDU/CSU (Obfrau)
5. Susanne Hierl, CDU/CSU
6. Thomas Rachel, CDU/CSU
7. Erhard Grundl, Bündnis 90/Die Grünen (Obmann)
8. Laura Kraft, Bündnis 90/Die Grünen
9. Thomas Hacker, FDP (Obmann)
10. Matthias Moosdorf, AfD (Obmann)
11. Sevim Dağdelen, Die Linke (Obfrau)

#### Stellvertretende Mitglieder
1. Ye-One Rhie, SPD
2. Nadja Sthamer, SPD
3. Joe Weingarten, SPD
4. Thomas Erndl, CDU/CSU
5. Markus Koob, CDU/CSU
6. Marco Wanderwitz, CDU/CSU
7. Kai Gehring, Bündnis 90/Die Grünen
8. Awet Tesfaiesus, Bündnis 90/Die Grünen
9. Anikó Glogowski-Merten, FDP
10. Alexander Gauland, AfD
11. Victor Perli, Die Linke

### 19. Bundestag
1. Thomas Erndl, CDU/CSU  (stellvertretender Vorsitzender)
2. Ursula Groden-Kranich, CDU/CSU (Obfrau)
3. Elisabeth Motschmann, CDU/CSU
4. Barbara Hendricks, SPD
5. Ulla Schmidt, SPD (Obfrau)
6. Petr Bystron, AfD (Obmann)
7. Frank Müller-Rosentritt, FDP (Obmann)
8. Diether Dehm, Die Linke (Obmann)
9. Claudia Roth, Bündnis 90/Die Grünen (Obfrau)

### 18. Bundestag
1. Bernd Fabritius, CDU/CSU (Vorsitzender), Mandatsverzicht durch den bisherigen Vorsitzenden Peter Gauweiler am 31. März 2015
2. Diether Dehm, Die Linke (stellvertretender Vorsitzender)
3. Christoph Bergner, CDU/CSU
4. Thomas Feist, CDU/CSU, (Obmann)
5. Elisabeth Motschmann, CDU/CSU
6. Siegmund Ehrmann, SPD
7. Michelle Müntefering, SPD
8. Ulla Schmidt, SPD
9. Claudia Roth, Bündnis 90/Die Grünen